# Tropicale schtropicale
Tropicale Schtropicale (Rainforest Schmainforest en version originale) est le premier épisode de la troisième saison de la série animée South Park, ainsi que le 32e épisode de l'émission.

## Synopsis
"Les Enfants Rendent Gay", chorale écologiste, sont en visite dans l'école de South Park. Les gamins se retrouvent embrigadés avec cette chorale pour le bonheur de Kenny et le malheur de Kyle qui n'a décidément pas le sens du rythme car, selon Cartman, il est juif. Ils sont alors forcés d'aller dans la forêt tropicale au Costa Rica. Mais le voyage est plutôt risqué.

## Réactions
- Le gouvernement du Costa Rica a officiellement réagi à cet épisode : le Ministre du Tourisme a qualifié la série de « déchet pour les gens mal éduqués et de mauvaises mœurs »[2].